# Кавертиц
Кавертиц (нем. Cavertitz) — община в Германии, в земле Саксония. Подчиняется административному округу Лейпциг. Входит в состав района Северная Саксония.  
Население составляет 2372 человека (на 31 декабря 2010 года). Занимает площадь 68,91 км². Официальный код района 14 3 89 060.
Коммуна подразделяется на 12 сельских округов.